# Prochlorococcus
Prochlorococcus er en slægt af meget små (0,6 µm) marine cyanobakterier med en usædvanlig pigmentering af klorofyl b. Disse bakterier tilhører den fotosyntetiske picoplankton og er sandsynligvis den mest udbredte fotosyntetiske organisme på Jorden. Mikrober af slægten Prochlorococcus er blandt de vigtigste primærproducenter i havet, der er ansvarlig for en stor procentdel af den fotosyntetiske produktion af ilt. Genom-analyse af 12 Prochlorococcus-stammer viser 1100 gener, som er fælles for alle stammer. Den gennemsnitlige genom-størrelse er omkring 2000 gener i modsætning til eukaryote alger med over 10.000 gener.

## Eksterne links og referencer
- Discovering diversity, one cell at a time. Joint Genome Institute, 2014
- Diversity of life - eubacteria, 2016 Arkiveret 20. marts 2017 hos  Wayback Machine
- Genomes of Tiny Microbes Yield Clues to Global Climate Change. Berkeley Lab, 2003

| Biologi | Spire Denne artikel om biologi er en spire som bør udbygges. Du er velkommen til at hjælpe Wikipedia ved at udvide den. |